# Kościół rzymskokatolicki na Ukrainie
Kościół rzymskokatolicki na Ukrainie – część Kościoła łacińskiego, pod duchową opieką papieża i Kurii rzymskiej.
Kościół rzymskokatolicki na Ukrainie podzielony jest na siedem diecezji, według niektórych statystyk na Ukrainie do 1991 roku mieszkało co najmniej 8% obywateli deklarujących przynależność do Kościoła rzymskokatolickiego. Obecnie liczba ta wynosi ok. 1 mln obywateli.
Przewodniczącym Konferencji Episkopatu Ukrainy jest bp Witalij Skomarowski.

## Historia
Pierwszym misjonarzem kościoła rzymskiego w Kijowie był św. Bruno, benedyktyn, z osiemnastoma braćmi przybyłymi z Niemiec. Schronienie wśród normańskich władców Kijowa znalazł również św. Olaf. Od 1228 roku działalność misyjną prowadził na Rusi kijowskiej św. Jacek Odrowąż.

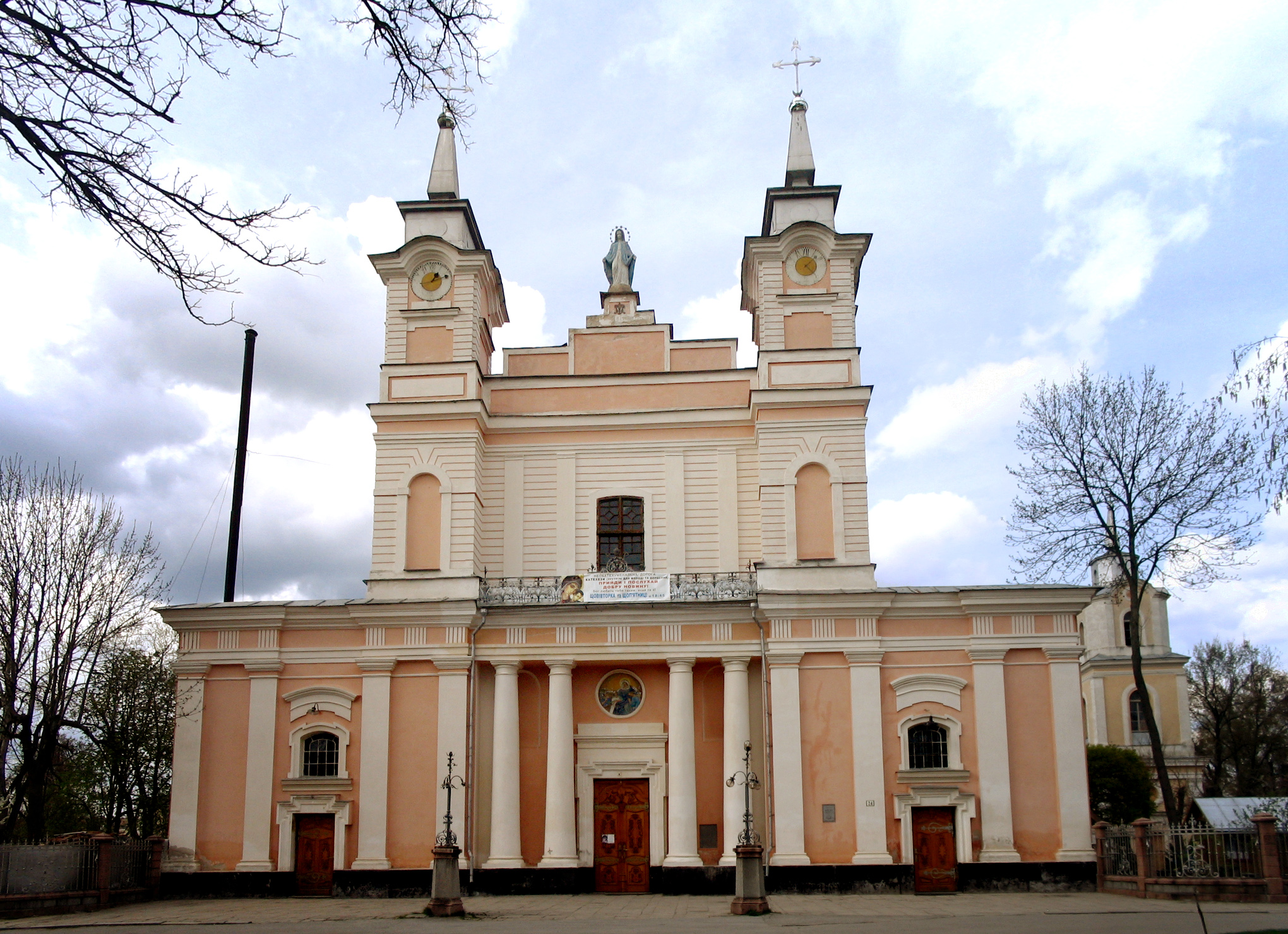
katedra św. Zofii w Żytomierzu

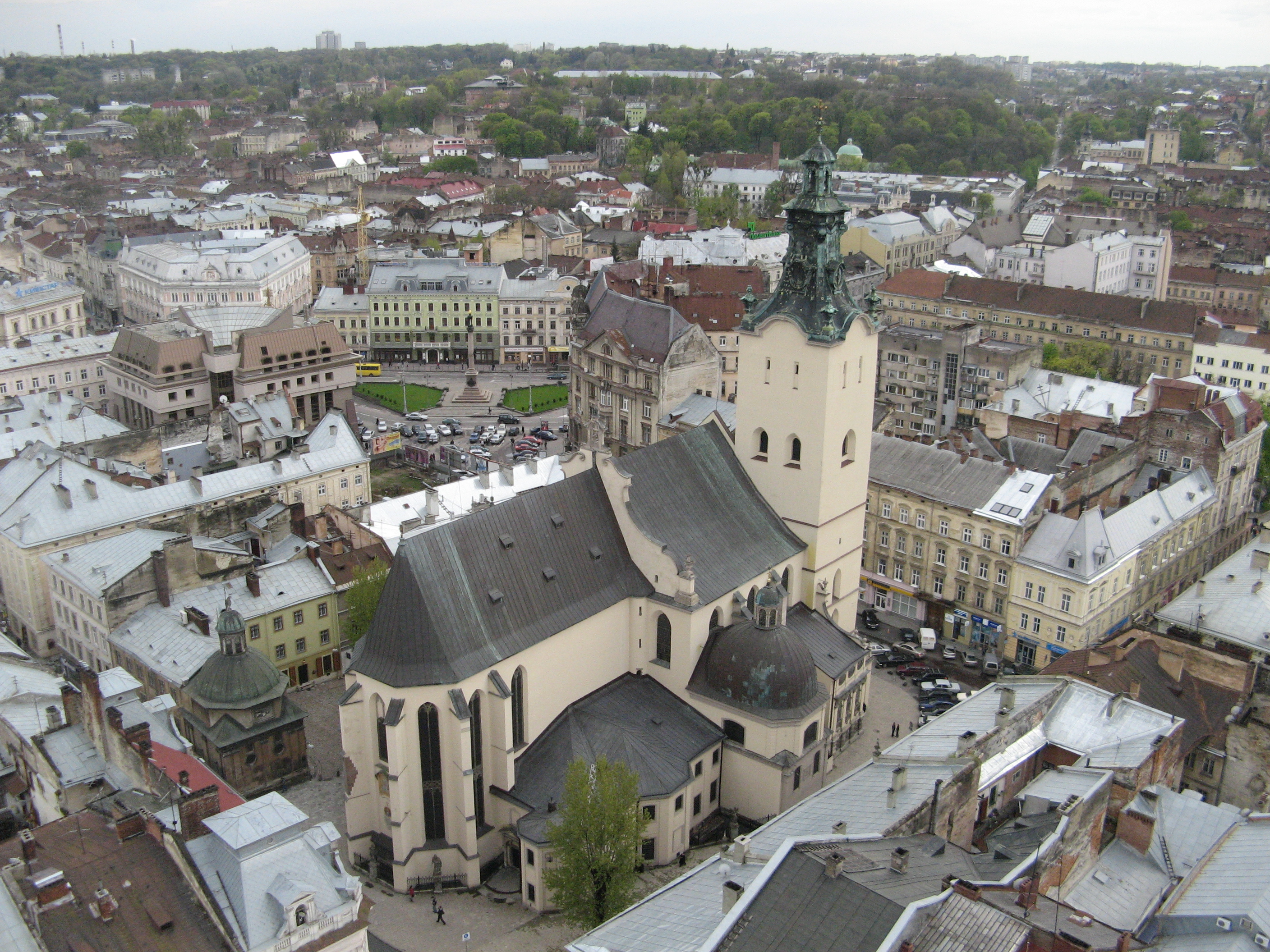
Katedra Łacińska we Lwowie

### Działalność misyjna
Z powodu ożywionych stosunków handlowych w ciągu XII w. między Wiedniem, Ratyzboną a Kijowem, zaczęły powstawać na potrzeby kupców kościoły łacińskie pod opieką na początku benedyktynów ze szkockiego opactwa w Wiedniu, później dominikanów. Pierwszy katolicki kościół misyjny mógł powstać na terenie Kijowa już w wieku XII. Wówczas funkcjonowała tam osada targowa kupców niemieckich na tzw. Padole, głównie z Austrii. Kijów był bowiem od najdawniejszych czasów poważnym ośrodkiem międzynarodowego handlu. Pod koniec 1228 roku do Kijowa wyruszył również Jacek Odrowąż, wraz z towarzyszami wspierany przez księcia Leszka Białego i biskupa Iwo Odrowąża. Nie ulega wątpliwości, że Jacek Odrowąż osobiście zetknął się z benedyktynami w czasie podróży na Ruś, ponieważ przy tym samym kościele Panny Maryi około 1230 roku osiedlili się pod przewodem św. Jacka dominikanie krakowscy. Ten pobyt św. Jacka w Kijowie upiększony został z biegiem czasu wieloma legendami. Kiedy opuszczał Kijów, pozostawił w Kijowie Godyna na stanowisku przeora, a potem objął tę godność Marcin z Sandomierza. Kościół ten początkowo służył kupcom niemieckim, m.in. przybyszom z Wrocławia. Odrowąż jeszcze raz przybył do Kijowa przed samym najazdem tatarskim i przy klasztorze założył szkołę, do której uczęszczały dzieci miejscowych katolików. W 1242 roku, po najeździe mongolskim, dominikanie opuścili Kijowszczyznę.
Tatarzy spalili w 1240 roku zarówno kwartał niemiecki z kościołem Marii Panny, jak i drewniany klasztor dominikanów, ale zakonnicy z Kijowa zdołali uciec do Polski. Do Lwowa sprowadził św. Jacek Zakon Kaznodziejski oraz według legendy gotycką figurę Matki Bożej, pochodząca najprawdopodobniej z XIV w., według podania wyniesioną z Kijowa przez św. Jacka po zdobyciu miasta przez Tatarów. Obecnie w katedrze przemyskiej.
W 1257 roku papież Aleksander IV podporządkował kościół katolicki na Rusi Halickiej biskupom lubuskim.
Zygmunt Gloger tak pisał o diecezji lubuskiej:
biskupi zaś lubuscy ustąpili do Polski z zamiarem apostołowania na Rusi. Henryk Brodaty, zarządzający dzielnicą krakowską i sandomierską, osiedlił ich w Sandomierskim, gdzie dano im opactwo Opatowskie po Cystersach, dawniej zaś posiadali już dobra Biskupice pod Sandomierzem, których nazwa stąd właśnie pochodziła, że do biskupów (lubuskich) należały. Biskupi ci, nie posiadając potem żadnej dyecezyi ani za Odrą, ani na Rusi, byli już tylko in partibus biskupami na Lubuszu i Rusi i z tytułem tym do końca wieku XV przetrwali, lubo na początku XIV wieku biskup lubuski, Stefan II, twierdził, że poprzednicy jego rezydowali we Włodzimierzu Wołyńskim, gdzie nawet miały być ich groby.

### Powołanie diecezji kijowskiej
Zajęcie Kijowa przez Giedymina, jak podają kronikarze litewscy (1320–1321), zgadza się z datą erekcji biskupstwa łacińskiego w Kijowie, prowadzonego przez dominikanów. 18 lutego 1321 roku Kuria lubuska wysłała z misją brata Henryka na kijowską stolicę biskupią. Klasztor odbudowano pod wezwaniem św. Jacka, z tego też powodu dominikanów zwano w Kijowie zwykle Jackami. Z grona dominikanów wywodzili się późniejsi biskupi kijowscy. Trudno jest dziś ustalić, z jakiego środowiska dominikańskiego wywodził się klasztor w Kijowie: „z prowincji polskiej”, jak w XIII w., czy też spośród braci pielgrzymujących w Societas Fratrum Peregrinantium (SFP), założonego przez Jana XXII, głównie Niemców poprzez Inflanty. Rzymskokatolickie biskupstwo kijowskie mające przez dłuższy czas charakter misyjny uzyskało pełnoprawny status kościelny w 1412 roku i decyzją papieża Jana XXII zostało włączone do metropolii lwowskiej. Biskupstwo ufundował Władysław Jagiełło, zgodnie z przekazem Kromera na chwałę wiktorii grunwaldzkiej.
Mniej więcej w tym samym czasie, co w Kijowie, powstają m.in. kościoły Dominikanów we Lwowie i w Haliczu.
Budowę pierwszej drewnianej katedry łacińskiej pw. św. Zofii w Kijowie należy łączyć z wprowadzeniem organizacji kościelnej na Rusi Kijowskiej. Już w czasach księcia Włodzimierza istniała w Kijowie drewniana katedra, która spłonęła w 1017 roku. Najwcześniejsze wzmianki o świątyni pochodzą z kroniki Thietmara, który omawia wkroczenie wojsk Bolesława Chrobrego i Światopełka I do Kijowa w roku 1018, wspomina też, że „monasterio Sophiae”, zostało spalone w roku poprzednim. Nową murowaną katedrę wystawił w 1614 roku biskup Krzysztof Kazimirski. Przetrwała do 1660, kiedy ostatni zakonnicy zostali wygnani z Kijowa. Katolicką świątynię przekazano następnie Cerkwi prawosławnej. W roku 1724 biskup Samuel Ozga przeniósł siedzibę diecezji do Żytomierza. W 1746 zbudował również kościół katedralny św. Zofii. Świątynia ta został zwrócona katolikom dopiero w 1990 roku.
W 1831 roku ukończono w Kijowie budowę kościoła pw. św. Aleksandra. Przetrwał do czasów sowieckich, kiedy zamieniono go na planetarium. Obecnie jest jednym z czterech kościołów rzymskokatolickich w Kijowie.
W latach 1899–1909 według projektu Władysława Horodeckiego wybudowano w Kijowie kościół św. Mikołaja. Był użytkowany przez katolicką społeczność Kijowa do 1936 roku, gdy zamknęły go władze radzieckie, przeznaczając na pomieszczenia gospodarcze.

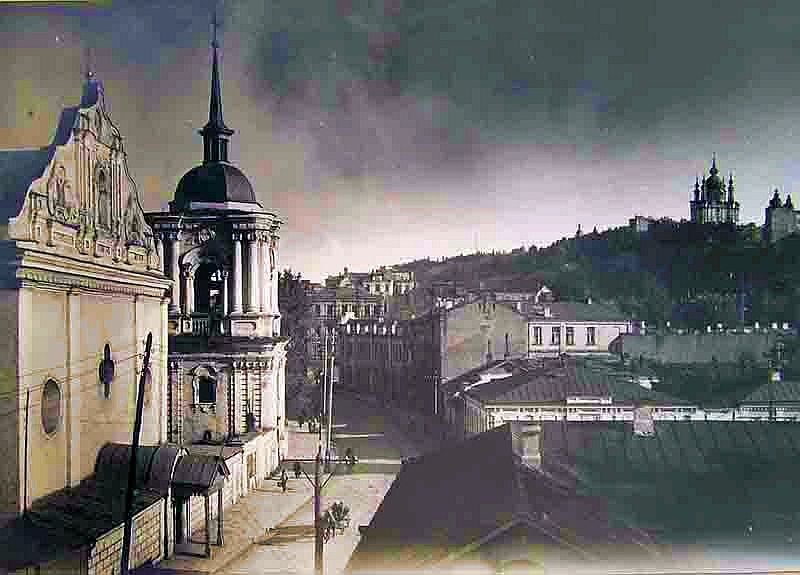
Dawna rzymskokatolicka katedra św. Zofii w Kijowie na Padole, zajęta w 1724 roku przez cerkiew prawosławną pw. św. Piotra i Pawła (po lewej stronie, stan z 1890 roku)

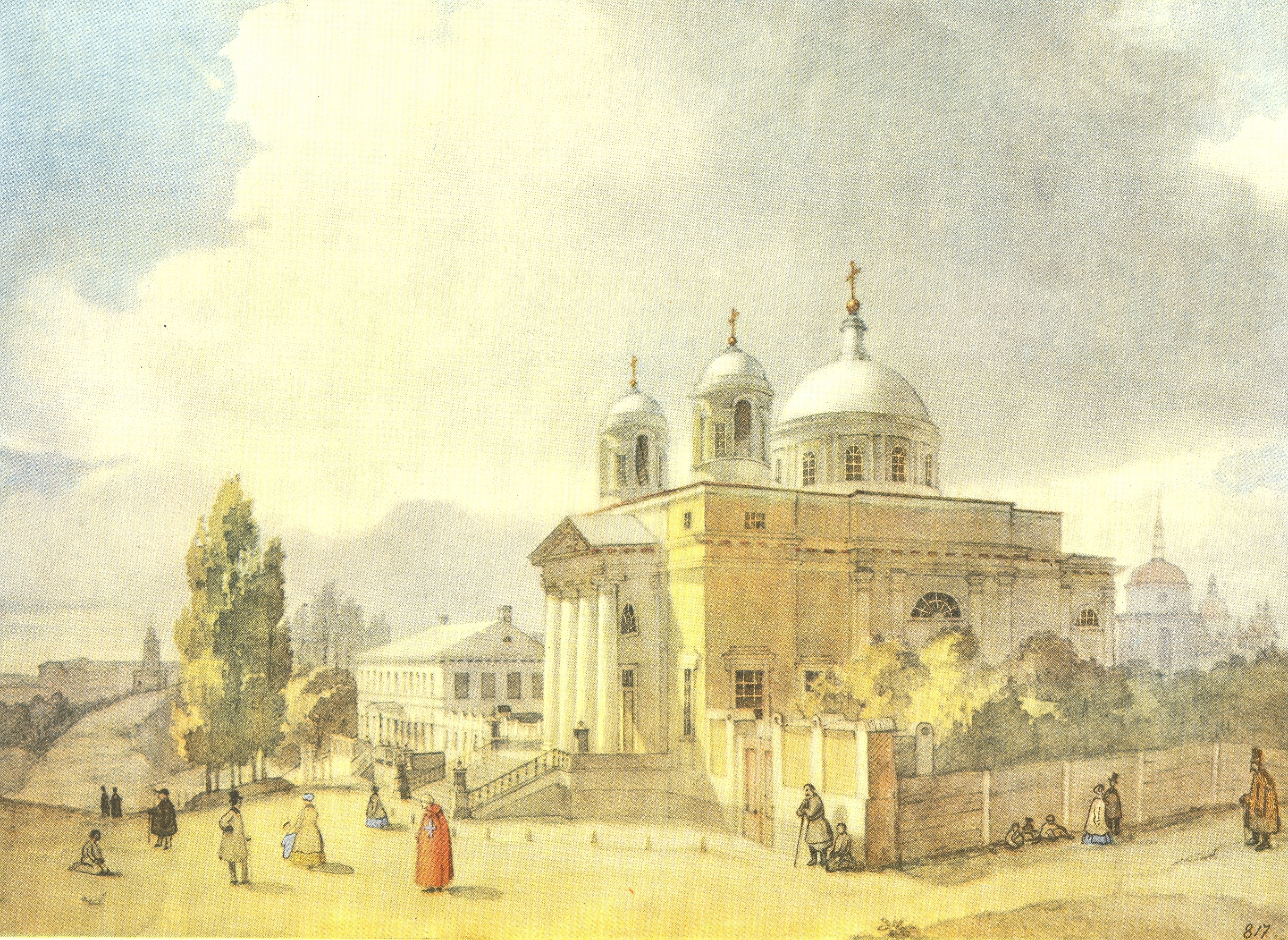
Konkatedra św. Aleksandra w Kijowie (ok. 1850)

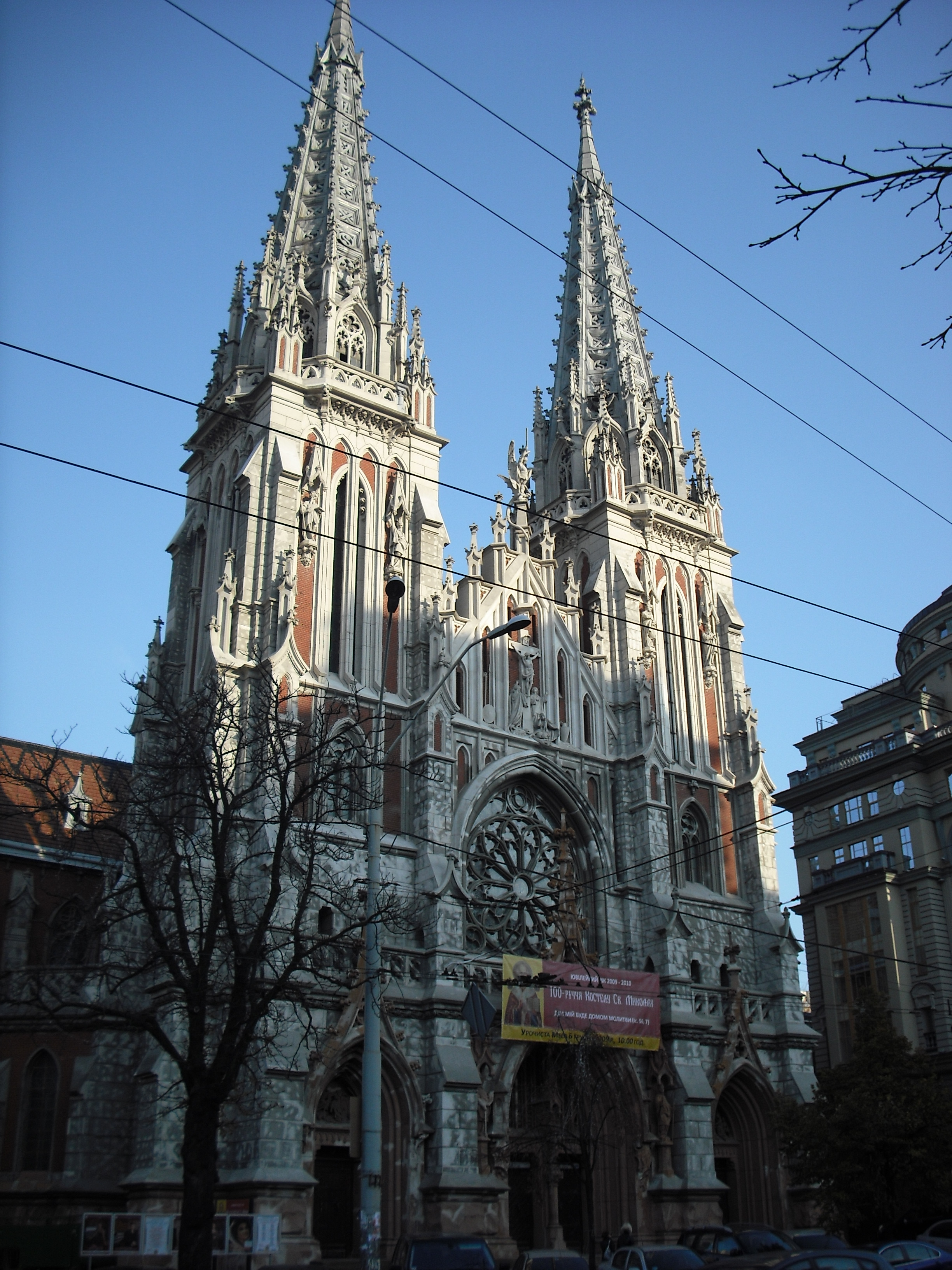
kościół św. Mikołaja w Kijowie został przejęty przez władze radzieckie w 1936 roku. Do dziś należy do Kijowskiego Departamentu Kultury. Trwają starania o zwrot świątyni lokalnej wspólnocie katolickiej

### Kościół w okresie jagiellońskim
Właściwą misję katolicyzmu w rycie łacińskim na wschód łączy się jednak z inkorporacją Rusi Czerwonej (1349) i przyległych ziem ruskich do Korony Królestwa Polskiego za Kazimierza Wielkiego i w czasach późniejszych. Pierwsze diecezje katolickie powstały w Haliczu (XIII w., odnowiona w 1375 roku jako metropolia), przeniesiona następnie do Lwowa (1412), której podlegały diecezje sufraganne w Chełmie, Przemyślu i Włodzimierzu Wołyńskim (od 1428 roku w Łucku) oraz w Kamieńcu Podolskim i Kijowie (Żytomierzu).

### Wyznawcy a narodowość
Kościół rzymskokatolicki na Ukrainie był tradycyjnie utożsamiany z polskością. Spisy powszechne ludności, przeprowadzane systematycznie przez władze austriackie od połowy XIX w., wykazywały stały wzrost udziału ludności rzymskokatolickiej w Galicji Wschodniej. Wiązano to z faktem, że więcej grekokatolików stawało się katolikami obrządku łacińskiego, niż odwrotnie, a co za tym idzie silniejsza była polonizacja Ukraińców, niż ukrainizacja Polaków. W 1910 roku w Galicji Wschodniej mieszkało ponad 1066,7 tys. rzymskich katolików, co stanowiło ok. 23% ogółu ludności.
Do początku XIX w. Kościół w tej części Ukrainy, która znalazła się w Imperium Rosyjskim, działał i rozwijał się bez przeszkód. Jednak od tego momentu rząd rosyjski rozpoczął stopniową akcję ograniczania jego działalności (zamykano wiele kościołów, konfiskowano majątki klasztorów). Działania te nasiliły się jeszcze w okresie pod rządami bolszewików. Władze komunistyczne nakładały na kościoły ogromne obciążenia podatkowe, a gdy gminy wyznaniowe nie były w stanie ich uregulować, świątynie zamykano. W 1931 roku służby specjalne aresztowały wszystkich księży rzymskokatolickich z diecezji kamienieckiej i żytomierskiej, a w 1936 roku rozpoczęto deportację ukraińskich Polaków do Kazachstanu. Pod koniec lat 30. XX w. w USRR działała tylko jedna świątynia rzymskokatolicka.
Po II wojnie światowej, kiedy przesiedlono większość Polaków w granice PRL, część Polaków pozostała na obszarze Ukraińskiej SRR. Zostało również blisko sześćdziesięciu księży i kilku zakonników. W 1946 roku zmuszony został do opuszczenia Lwowa metropolita lwowski Eugeniusz Baziak, władze zlikwidowały kurię metropolitalną we Lwowie, seminarium duchowne, szkoły, prasę i organizacje rzymskokatolickie. W latach 1948–1953 przeszła kolejna fala represji. We Lwowie czynne pozostały Katedra Łacińska i kościół pw. św. Antoniego oraz (do października 1962 roku) kościół św. Marii Magdaleny, a na całej Ukrainie czynnych pozostało kilkanaście świątyń. Nieliczne otwarte kościoły służyły również wbrew zakazom władz greckim katolikom.

## Współczesność
Na początku stycznia 1991 roku Jan Paweł II odnowił hierarchię duchowną i mianował biskupów dla Lwowa, Kamieńca Podolskiego i Żytomierza. Ukraina ustanowiła stosunki dyplomatyczne ze Stolicą Apostolską w dniu 8 lutego 1992 r. W 1993 papież utworzył administraturę apostolską dla wiernych obrządku łacińskiego z Zakarpacia. W 1996 roku wznowiła swoją działalność diecezja łucka, a w 2002 zorganizowano diecezje mukaczewską, charkowsko-zaporoską i odesko-symferopolską. W 2001 roku głowa Kościoła rzymskokatolickiego na Ukrainie arcybiskup lwowski Marian Jaworski został podniesiony do godności kardynalskiej. W dniach 23–27 czerwca 2001 roku z pielgrzymką apostolską w Kijowie i Lwowie przebywał papież Jan Paweł II.
Kościół rzymskokatolicki na Ukrainie posiada swojego przedstawiciela w ramach Wszechukraińskiej Rady Kościołów i Organizacji Religijnych.

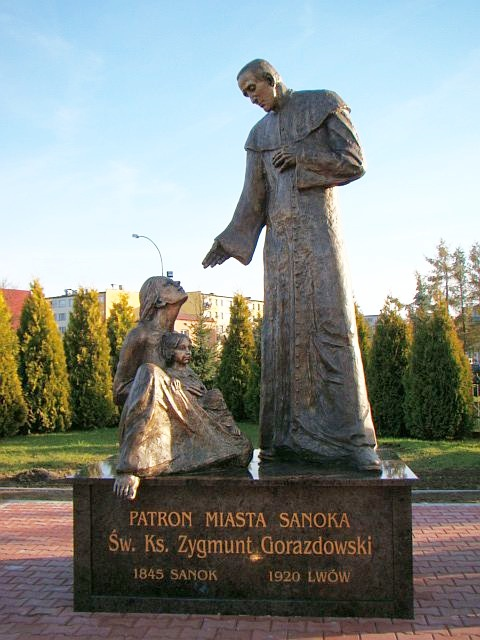
Św. Zygmunt Gorazdowski – święcenia kapłańskie otrzymał 25 lipca 1871 roku w katedrze lwowskiej

## Struktura wewnętrzna

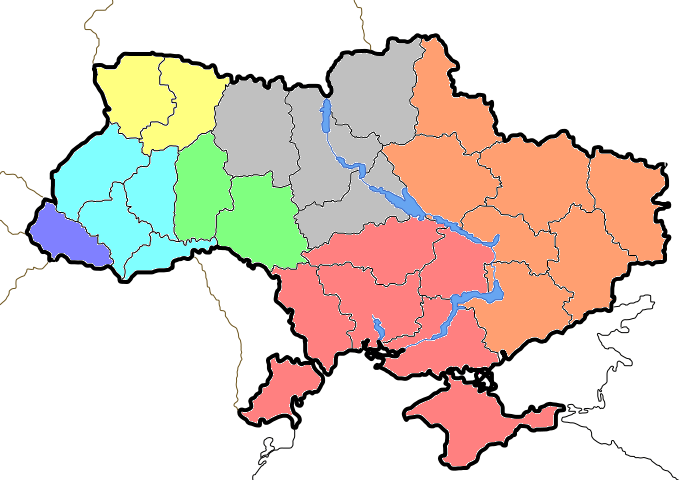
Podział administracyjny Kościoła rzymskokatolickiego na Ukrainie

W czasach komunistycznych czynnych było na Ukrainie 26 kościołów rzymskokatolickich. W drugiej połowie lat 80. nastąpiło żywiołowe odradzania się Kościoła katolickiego, podobnie jak Kościoła greckokatolickiego na Ukrainie Zachodniej. Ogółem na Ukrainie do 1993 roku były 463 parafie. Dla porównania w roku 1933 tylko łacińska archidiecezja lwowska obejmująca w przybliżeniu terytorium greckokatolickiej archidiecezji lwowskiej i diecezji stanisławowskiej liczyła 383 parafie.
1 stycznia 2005 roku na terytorium Ukrainy działało 877 wspólnot, w których posługę kapłańską pełniły 484 osoby. W 83 klasztorach i 39 misjach kościoła przebywało 610 zakonników i zakonnic. Kościół rzymskokatolicki kształcił blisko 730 słuchaczy (410 w formie zaocznej) w 7 własnych szkołach. Ponadto naukę pobierali słuchacze 528 szkół niedzielnych. Kościół rzymskokatolicki posiadał 13 własnych tytułów prasowych.
Terytorium kraju było podzielone na 7 diecezji tworzących jedną metropolię:
- metropolia lwowska
  - archidiecezja lwowska
  - diecezja kijowsko-żytomierska
  - diecezja kamieniecka
  - diecezja łucka
  - diecezja mukaczewska
  - diecezja charkowsko-zaporoska
  - diecezja odesko-symferopolska